# Enrico Ameri
Enrico Ameri (Lucca, 15 aprile 1926 – Albano Laziale, 7 aprile 2004) è stato un giornalista e radiocronista sportivo italiano.
Considerato l'erede di Nicolò Carosio, fu la prima voce della trasmissione della Rai Tutto il calcio minuto per minuto dal 1960 al 1991.

## Biografia
Nacque a Lucca, ma trascorse l'infanzia e l'adolescenza a Genova, seguendo gli spostamenti lavorativi del padre, un funzionario di polizia. In questa città si avvicinò al calcio, diventando un appassionato tifoso del Genoa. Nel 1943 si trasferì a Roma e aderì alla Guardia Nazionale Repubblicana, decisione che lo condusse alla prigionia nel campo di concentramento di Coltano, insieme a personalità come Walter Chiari, Ezra Pound, Enrico Maria Salerno e Raimondo Vianello.

### La carriera in Rai

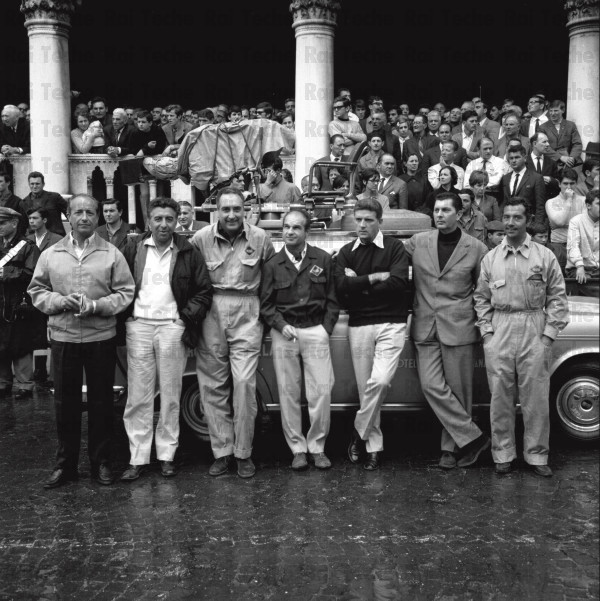
Foto di gruppo di giornalisti sportivi Rai al Giro d'Italia 1967. Ameri è il secondo a sinistra, insieme con Adone Carapezzi, Nando Martellini, Sandro Ciotti, Sergio Zavoli, Adriano De Zan e il capo spedizione Nino Greco.

La sua carriera in Rai iniziò nel 1949, come inviato di cronaca. Nel 1954 fu inviato in Indocina e, negli anni successivi, seguì importanti avvenimenti per il Giornale Radio, come il disastro aereo del Monte Terminillo nel 1955, e l'assegnazione del premio Nobel per la letteratura a Salvatore Quasimodo nel 1959. Una delle radiocronache più importanti fu quella della partenza dell'Apollo 11 e dell'allunaggio, trasmesse da Houston nel luglio del 1969.
Dopo una parentesi al ciclismo, fece il suo esordio nelle radiocronache calcistiche il 1º maggio 1955, con la partita Udinese-Milan. In televisione, su invito di Vittorio Veltroni, fece la telecronaca di due sole gare calcistiche tra nazionali, l'incontro Italia-Jugoslavia del 1955 e Germania Ovest-Inghilterra del 1956, ma poi fu sostituito da Nando Martellini.
Il 10 gennaio 1960, nella prima puntata di Tutto il calcio minuto per minuto, fu la "seconda voce" dopo quella di Nicolò Carosio e commentò in diretta la partita Bologna-Napoli. Il passaggio di Carosio alla televisione lo consacrò come prima voce, dal cosiddetto "campo principale". La sua ultima radiocronaca fu quella di Genoa-Juventus il 26 maggio 1991, in cui annunciò la vittoria dello scudetto da parte della Sampdoria.
Accanto a colleghi come Roberto Bortoluzzi, Sandro Ciotti e Alfredo Provenzali, divenne una presenza costante nei pomeriggi sportivi degli italiani. Si calcola che abbia collezionato circa 1600 radiocronache. Il suo nome resta legato anche alla frase più ricorrente Tutto il calcio minuto per minuto, ovvero «Scusa, Ameri...»
Il 27 aprile 1975, sfinito dalle frequenti interruzioni di Sandro Ciotti, lo chiamò "coglione" pensando erroneamente che il microfono non fosse attivo.
Nel 1980 ideò Il processo del lunedì, che condusse per due edizioni, lasciando poi il timone ad Aldo Biscardi. Continuò a essere una figura centrale nella programmazione radiofonica e televisiva sportiva, conducendo Domenica Sport e altre trasmissioni fino ai primi anni novanta.
Nel 1992 fu chiamato da Rai 3 per introdurre le partite di Serie A nella trasmissione Italiani. La sua ultima apparizione televisiva avvenne nel programma Porta a Porta di Bruno Vespa.

### Sul grande schermo
Sul grande schermo, fece due cameo nei film Scuola elementare di Alberto Lattuada e Ultimo minuto di Pupi Avati. La sua voce è presente in numerose pellicole, tra cui Il prof. dott. Guido Tersilli primario della clinica Villa Celeste convenzionata con le mutue, In nome del popolo italiano; Permettete signora che ami vostra figlia?; L'ingorgo; Io so che tu sai che io so; Al bar dello sport e Mani di fata.

### La morte
È morto il 7 aprile 2004 all'ospedale San Giuseppe di Albano Laziale, dove era stato ricoverato in seguito a un malore.

## Dediche
Il gruppo musicale Elio e le Storie Tese ha dedicato una canzone alla mitica voce del cronista sportivo: il brano non è altro che il rifacimento del brano di Toto Cutugno Gli amori, con il testo modificato e il titolo cambiato in Ameri.

## Programmi radiofonici
- Zingaresca, documentario a cura di Enrico Ameri, registrato tra gli zingari dell'Italia meridionale a alla Taverna Piccola Budarest di Roma, trasmesso il 7 giugno 1951.
- Tutto il calcio minuto per minuto, radiocronista (1960-1991)
- I promessi sposi, regia di Tullio Solenghi, Anna Marchesini e Massimo Lopez – miniserie TV, parodia (1990)

## Programmi televisivi
- Il processo del lunedì, ideatore e conduttore (1980-1982)

## Filmografia
- Scuola elementare, regia di Alberto Lattuada (1954) - cameo
- Ultimo minuto, regia di Pupi Avati (1987) - cameo